# Kupeornis
Kupeornis es un género de aves paseriformes perteneciente a la familia Leiothrichidae.

## Especies
El género contiene las siguientes tres especies:
- Kupeornis chapini - charlatán de Chapin;
- Kupeornis gilberti - charlatán goliblanco;
- Kupeornis rufocinctus - charlatán cuellirrojo.